# Haitianisch-venezolanische Beziehungen
Die Haitianisch-venezolanischen Beziehungen beschreiben das bilaterale Verhältnis zwischen der Republik Haiti einerseits und der Bolivarischen Republik Venezuela andererseits.
Beide Länder sind Mitglieder der Vereinten Nationen, der Organisation Amerikanischer Staaten und der Gemeinschaft der Lateinamerikanischen und Karibischen Staaten (CELAC). Haiti gehört der Karibischen Gemeinschaft (CARICOM) an, in der Venezuela einen Beobachterstatus ínne hat. Venezuela gehört als Gründungsmitglied der Bolivarianischen Allianz für Amerika (ALBA) an, während Haiti in dieser Organisation einen Beobachterstatus hat.

## Geschichte und Stand
Die im Jahr 1804 von Frankreich unabhängig gewordene Republik Haiti und der im Jahr 1839 von Großkolumbien abgefallene, selbstständige Staat Venezuela unterhalten seit 1864 diplomatische Beziehungen. Venezuela war somit das vierte Land, das mit Haiti offizielle Beziehungen aufnahm.

Haiti hatte Venezuela in den Unabhängigkeitskriegen gegen die Kolonialmacht Spanien unterstützt und diente dem Anführer der Unabhängigkeitsbewegung, Simón Bolívar, im Jahr 1815 als Inspiration und Zufluchtsort. Bolivar sagte über Haiti:

„Nachdem ich Venezuela und Neu-Granada verloren hatte, empfing mich Haiti mit Gastfreundschaft: Der großmütige Präsident Pétion gewährte mir seinen Schutz, und unter seiner Ägide stellte ich eine Expedition von dreihundert Männern zusammen, die an Mut, Patriotismus und Tugenden mit den Gefährten von Leonidas vergleichbar sind. Dank der Menschen in Haiti werden meine Landsleute wieder frei sein.“

Venezuela brach 1963 die diplomatischen Beziehungen zu Haiti ab und folgte damit der Doktrin Rómulo Betancourts, der Beziehungen zu diktatorisch regierten Staaten ausschloss. Der haitianische Präsident François Duvalier erfüllte für Venezuela wie auch für weitere lateinamerikanische Staaten die Kriterien eines Diktators.
Nach dem Staatsstreich gegen den haitianischen Präsidenten Jean-Bertrand Aristide im Jahr 1991 schickte der venezolanische Präsident Carlos Andrés Pérez ein Flugzeug, mit dem Aristide sich in das Exil begeben konnte. Obwohl die venezolanische Regierung ihre Unterstützung für Aristide gezeigt hatte, wies sie haitianische Flüchtlinge während der Krise zurück.
Nach der Normalisierung der Beziehungen tauschten beide Staaten Botschafter aus. Venezuela unterhält eine Botschaft in Port-au-Prince und Haiti hat eine Botschaft in Caracas.
Haiti wurde 2006 Mitglied von Petrocaribe, einem Abkommen, das es karibischen Staaten erlaubte, venezolanisches Öl zu Vorzugsbedingungen zu kaufen. Nach dem Beitritt zu Petrocaribe folgte Haiti in außenpolitischen Fragen häufig Venezuela und begab sich damit in Gegensatz zu der Politik der Vereinigten Staaten. Damit einher ging für die wirtschaftliche Entwicklung des Landes eine Abhängigkeit von den günstigen Erdöllieferungen aus Venezuela.
Nach dem verheerenden Erdbeben in Haiti 2010 leistete Venezuela einen erheblichen Beitrag zu den humanitären Hilfsmaßnahmen des Auslands, indem es zusätzlich zum Erlass von Petrocaribe-Schulden in Höhe von 395 Mio. US-Dollar Hilfe in Höhe von 1,3 Mrd. USD zusagte. Zu den Projekten gehörte der Bau von drei Kraftwerken, die im Dezember 2011 ein Fünftel des haitianischen Stroms lieferten.
Auf dem ALBA-Gipfel im Februar 2012 unterzeichneten der venezolanische Präsident Hugo Chávez und der haitianische Präsident Michel Martelly ein Rahmenabkommen, das darauf abzielt, die Rolle Venezuelas in der haitianischen Landwirtschaft, der verarbeitenden Industrie und dem Tourismus, neben anderen Sektoren, zu stärken.
Im November 2017 besuchte der haitianische Präsident Jovenel Moïse Venezuela und unterzeichnete mit Präsident Nicolás Maduro ein weiteres Kooperationsabkommen in Fragen der Energie und der Landwirtschaft.
Unter Chávez Nachfolger Maduro stellte Venezuela die Lieferung von Erdölprodukten nach Haiti ein. Dieses führte zu Energieengpässen und wirtschaftlichen Schwierigkeiten und war einer der wesentlichen Gründe für den Ausbruch der Krise in Haiti seit 2018. Haiti zahlte im Jahr 2024 den Betrag von 500 Mio. US-Dollar als Abschlag auf Altschulden an Venezuela. Venezuela verzichtete im Gegenzug auf einen Restschuldsaldo in Höhe von 1,7 Mrd. US-Dollar.